# Vittoria Assicurazioni
Vittoria Assicurazioni S.p.A. è un'azienda italiana del settore assicurativo.
Fondata nel 1921, dal 1988 al 2018 è stata quotata in Borsa.

## Storia
È stata fondata a Cremona nel 1921 come Italian Excess Insurance Company. Nel 1936 è diventata La Vittoria Assicurazioni e si è spostata a Milano, con sede in Piazza San Babila.
Nel 1959 è stata autorizzata ad esercitare il ramo vita; nel 1968 ha assunto l'attuale denominazione e nel 1988 ha iniziato a essere quotata in Borsa.
Dal 1932 al 1986 ha fatto parte di Toro Assicurazioni, società controllata per un lungo periodo da esponenti delle famiglie dell'alta borghesia di Torino e finita nel 1976 sotto il Banco Ambrosiano di Roberto Calvi, per poi essere rilevata nel 1983 dalla IFIL degli Agnelli grazie all'iniziativa di Carlo Acutis (padre dell'attuale presidente dell'azienda Andrea Acutis e nonno paterno del beato cattolico Carlo Acutis), che della Toro era amministratore delegato sin dal 1969.
Nel 1986 Vittoria Assicurazioni è passato sotto il controllo della famiglia Acutis. Nel 1999 ha ottenuto l'autorizzazione per i fondi pensione.
Nel giugno 2018 la famiglia Acutis ha lanciato un'OPAS tramite Vittoria Capital sul 40,76% non ancora posseduto della società a 14 euro per azione, con un premio del 20,1% sulle quotazioni di Borsa con l'obiettivo del delisting della compagnia assicuratrice controllata dalla famiglia Acutis attraverso la stessa Vittoria Capital controllata da Yafa Holding. In Vittoria Capital partecipa anche con il 12% il gruppo di riassicurazioni tedesco Munich Re, legato a Yafa da un patto di sindacato.
Il 31 agosto l'operazione, costata 300 milioni e resa possibile  con un finanziamento di 380 milioni da parte di Banco BPM, è stata conclusa con adesioni del 94,17% con Vittoria Capital che ha quindi raggiunto il 97,62 del capitale sociale. Conseguentemente ai sensi dell'art 108, comma 1 del TUF il titolo visto che il flottante è inferiore al 10%, dal 6 settembre è uscito dagli indici FTSE Italia Mid Cap e FTSE Italia STAR della Borsa. Il 28 settembre, al termine delle procedure congiunte del diritto di acquisto e dell'obbligo di acquisto, Vittoria Assicurazioni è stata tolta dal listino della Borsa italiana.

## Principali partecipazioni
- Vittoria Immobiliare S.p.A. - Milano - 87,24%
- Vittoria Properties S.r.l. - Milano - 99%
- Lauro 2000 S.r.l. - Milano - 100%
- Yarpa S.p.A. - Genova - 20,91%

Le partecipazioni a bilancio valgono 109,29 milioni di euro.

## Azionariato
- Vittoria Capital S.p.A. - 100%

(Dati CONSOB aggiornati al 28 settembre 2018.)

## Dati economici
Vittoria Assicurazioni nel 2007 ha ottenuto 703,71 milioni di euro di ricavi, un EBIT di 105,20 milioni, utili per 89,57 milioni. Il patrimonio netto ammonta a 326,92 milioni, i debiti a 95,62 milioni, una capitalizzazione di 254.285.051 euro. Dieci anni più tardi, nel 2017, i premi hanno superato 1,14 miliardi di euro con un aumento del 4,4%, gli utili sono scesi a 78,4 milioni con un calo del 43,8% rispetto al 2016.